# I. e. 271
Évszázadok: i. e. 4. század – i. e. 3. század – i. e. 2. század
Évtizedek: i. e. 320-as évek – i. e. 310-es évek – i. e. 300-as évek – i. e. 290-es évek – i. e. 280-as évek – i. e. 270-es évek – i. e. 260-as évek – i. e. 250-es évek – i. e. 240-es évek – i. e. 230-as évek – i. e. 220-as évek
Évek: i. e. 276 – i. e. 275 – i. e. 274 – i. e. 273 –  i. e. 272 – i. e. 271 – i. e. 270 – i. e. 269 – i. e. 268 – i. e. 267 – i. e. 266

## Események

### Hellenisztikus birodalmak
- II. Ptolemaiosz egyiptomi fáraó és I. Antiokhosz szeleukida uralkodó békekötésével véget ér az első szíriai háború és visszaállt a korábbi status quo.
- Makedóniában Pürrhosz halála után II. Antigonosz visszaállítja uralmát és befolyását kiterjeszti Görögország városállamaira is. Spárta és Argosz szövetségesei maradnak a Pürrhosz elleni háborúból és makedón helyőrség állomásozik Korinthoszban, ez euboiai Khalkiszban és a thesszáliai Démétriaszban (az ún. Hellász három bilincse). Antigonosz lesz a Thesszáliai Szövetség vezetője és jó kapcsolatokat teremt az illírekkel és a trákokkal is.

### Róma
- Caeso Quinctius Claudust és Lucius Genucius Clepsinát választják consulnak.
- A volt consul, Manius Curius Dentatus lecsapoltatja a Velino folyó környéki mocsarakat és kialakítja a 165 m magas, háromszakaszos Marmorei-vízesést.

## Születések
- Sziküóni Aratosz, görög hadvezér, államférfi

## Halálozások
- Marcus Valerius Corvus, római hadvezér, államférfi

## Fordítás
- Ez a szócikk részben vagy egészben  a(z)   271 BC című angol Wikipédia-szócikk ezen változatának fordításán alapul.  Az eredeti cikk szerkesztőit annak laptörténete sorolja fel. Ez a jelzés csupán a megfogalmazás eredetét és a szerzői jogokat jelzi, nem szolgál a cikkben szereplő információk forrásmegjelöléseként.